# لويس رامزي
لويس رامزي (بالإنجليزية: Lois Ramsey)‏ هي ممثلة أسترالية، ولدت في 18 يونيو 1922 في أستراليا، وتوفيت في 22 يناير 2016.

## وصلات خارجية
- لويس رامزي على موقع IMDb (الإنجليزية)
- لويس رامزي على موقع قاعدة بيانات الفيلم (الإنجليزية)